# Hugo Sperrle
Hugo Otto Sperrle (Luisburgo, 7 de febrero de 1885 - Múnich, 2 de abril de 1953) fue un militar alemán, conocido por ser uno de los mandos de la Luftwaffe durante la Segunda Guerra Mundial. Así mismo, fue uno de los comandantes de la Legión Cóndor

## Biografía
Sperrle ingresó en el ejército alemán en 1903, tras el comienzo de la Primera Guerra Mundial fue transferido a la Luftstreitkräfte (Servicio aéreo del Ejército). Hacia el final de la contienda se encontraba sirviendo como observador aéreo, en apoyo de las fuerzas terrestres.
Sperrle se unió a los Freikorps al final de la guerra después de la desaparición del servicio del aire, antes de volver a ingresar en el ejército, interviniendo en la represión de los revolucionarios de noviembre.
Tras el ascenso al poder de los nazis, en 1935 entró a formar parte de la recién creada Luftwaffe. Convertido en uno de los principales oficiales de la nueva Fuerza aérea, Sperrle sirvió como comandante de la Legión Cóndor durante la guerra civil española, con Wolfram von Richthofen como su jefe de Estado Mayor. Fue responsable directo del bombardeo de Guernica, así como de otras poblaciones. A su regreso a Alemania fue ascendido al rango de General der Flieger.
Sperrle lideró la tercera flota alemana del aire contra Francia desde mayo de 1940 hasta junio de ese mismo año. Fue ascendido a Mariscal de Campo de la Luftwaffe (Generalfeldmarschall der Luftwaffe) el 19 de julio de 1940 en la Ceremonia del Mariscal de Campo, junto con otros doce altos oficiales alemanes que habían tenido una destacada participación en las recientes campañas de Francia y Polonia.
Sperrle informó que la Real Fuerza Aérea británica (RAF) tenía que ser destruida para asegurar un bombardeo satisfactorio de Gran Bretaña, acción que precedería a una posterior invasión anfibia de las islas británicas. La Tercera flota aérea, estacionada en el norte de Francia, jugó un papel destacado en la Batalla de Inglaterra, desde junio de 1940 hasta abril de 1941.
El mariscal de campo Sperrle fue capturado por los aliados y juzgado por un tribunal militar de Estados Unidos en Núremberg en el Juicio del Alto Mando por crímenes de guerra, aunque finalmente resultó absuelto.
Murió en Múnich en 1953.